# Siah Armajani
Siavash Armajani, dit Siah Armajani, né le 10 juillet 1939 à Téhéran (Iran) et mort le 27 août 2020 à Minneapolis (États-Unis), est un sculpteur et architecte américain d'origine iranienne. Il est connu pour ses interventions dans l'espace public.

## Biographie

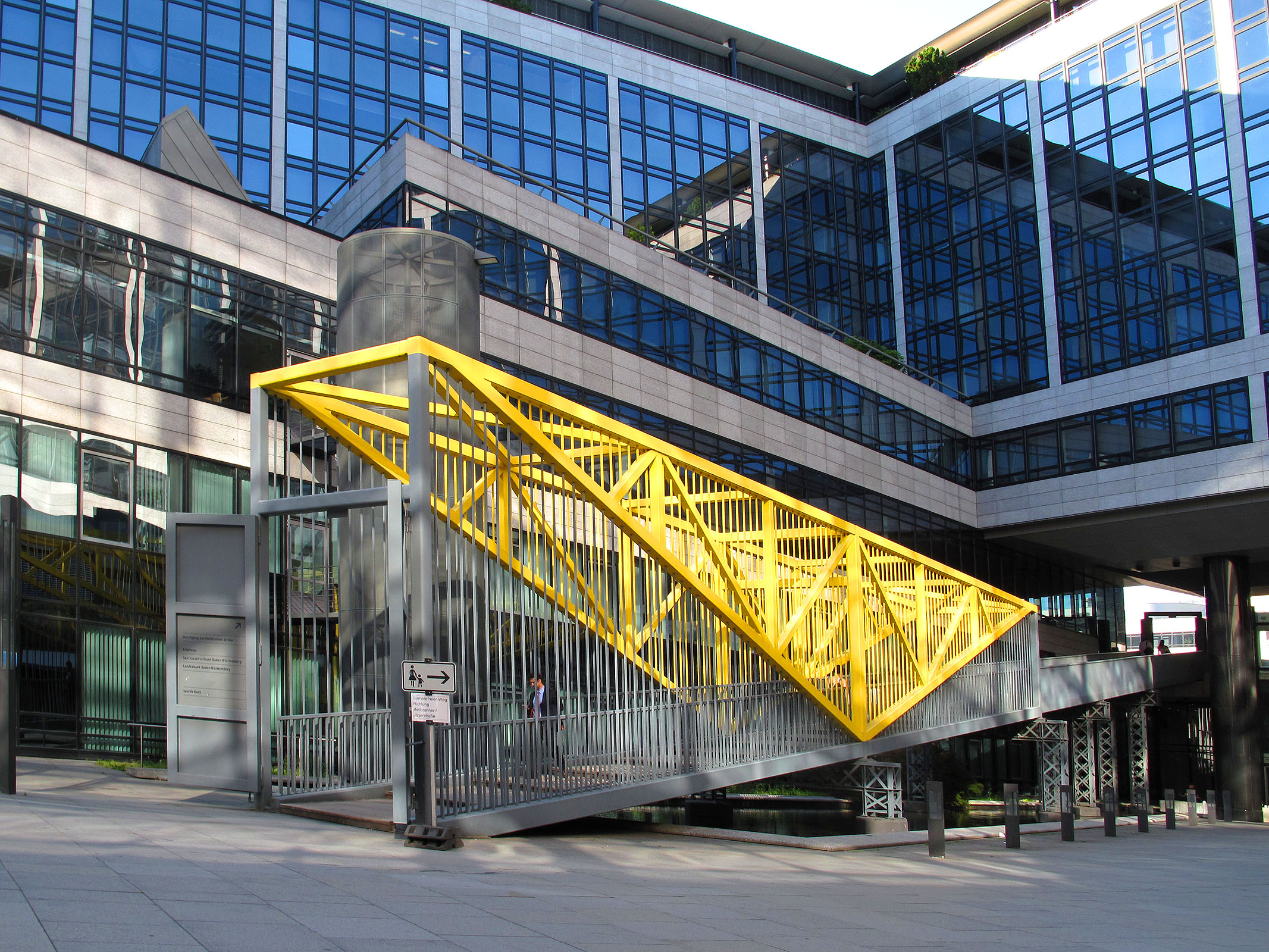
Pont/Rampe dans la cour intérieure de la LBBW près de la gare centrale de Stuttgart-Mitte, 1994.

Siah Armajani est né en 1939 à Téhéran. En 1960, il rejoint une partie de sa famille qui vit aux États-Unis pour poursuivre ses études.
Il conçoit la Flamme Olympique pour les jeux Olympiques d'Été de 1996 à Atlanta (Géorgie, États-Unis). Il réalise la tour et le pont dans le quartier de Staten Island à New York, la Tour Belvédère à Nice (France) et le pont Irene Hixon Whitney à Minneapolis (Minnesota, États-Unis). 
En 2005, pour Fallujah, il reprend l’œuvre de Picasso, Guernica, mais il a été censuré aux États-Unis en raison de son point de vue critique sur la guerre en Irak.
L'un des projets importants de Siah Armajani est situé sur la Rive Nord de l'Esplanade à Saint-George du terminal du ferry de Staten Island (New York). Siah Armajani a dit : 
« Tous les bâtiments et toutes les rues sont des ornements. En outre, le phare et le pont donne une place à la représentation des arts de la poésie, de la musique et de la scène. En embrassant tous les arts, le phare et le pont affirme son propre point de vue, partout. »
En 2010, il remporte le prix  accordé par la United State Artists.
Une exposition à Muelensteen Galerie en 2011 présente une dizaine de pièces créées avant son arrivée aux États-Unis. Il utilise de l'encre ou de l'aquarelle sur du papier ou du tissu, et y intègre du texte. Dans Chemise en 1958, Siah Armajani recouvre entièrement la chemise de son père de texte en persan avec de l'encre et au crayon.
Le Minneapolis Institute of Art possède plusieurs de ses œuvres,,.
Le Walker Art Center organise la première rétrospective Siah Armajani : Suivez Cette Ligne en 2018.